# Aurel Ciobanu
Aurel Ciobanu (n. secolul al XIX-lea, Roșia Montană - d.1946, Lipova, Regatul României) a fost un deputat în Marea Adunare Națională de la Alba Iulia, organismul legislativ reprezentativ al „tuturor românilor din Transilvania, Banat și Țara Ungurească”, cel care a adoptat hotărârea privind Unirea Transilvaniei cu România, la 1 decembrie 1918.

## Biografie
Studiile le-a făcut în drept, fiind avocat la Belotinț și membru al PNR și al Societății pentru Fondul de Teatru Român, iar după 1918, medic la Belotinț, decedând la Lipova, în 1946.

## Activitatea politică
Ca deputat în Adunarea Națională din 1 decembrie 1918 a fost delegat al cercului electoral Lipova, jud. Caraș-Severin la acea vreme.